# Antonio Maria Mucciolo
Dom Antônio Maria Mucciolo (Castel San Lorenzo, 1 de maio de 1923 — São Paulo, 29 de setembro de 2012) foi  um religioso italiano, arcebispo emérito da Arquidiocese de Botucatu.

## Biografia
Filho de Francesco Mucciolo e Angelina Passaro Mucciolo, veio para o Brasil ainda criança e posteriormente ingressou no Seminário Arquidiocese de Botucatu no dia 2 de fevereiro de 1937.
Foi ordenado sacerdote em 4 de novembro de 1949, por Dom José Carlos de Aguirre, primeiro bispo de Sorocaba.
No dia 26 de maio de 1977 foi nomeado bispo da Diocese de Barretos pelo Papa Paulo VI, foi ordenado bispo no dia 15 de agosto de 1977 na Catedral de Sorocaba, pelo Núncio Apostólico no Brasil, Dom Carmine Rocco. Tomou posse como Bispo diocesano de Barretos em 3 de setembro de 1977.
Em 30 de maio de 1989 foi nomeado Arcebispo de Botucatu e tomou posse a 9 de setembro, do mesmo ano. Naquela Arquidiocese criou inúmeras paróquias e ordenou diversos sacerdotes, construiu a Casa Cura D'Ars para abrigar sacerdotes idosos e doentes, além de incontáveis obras pastorais.
O Papa João Paulo II aceitou o seu pedido de renuncia ao governo da Arquidiocese de Botucatu no dia 7 de junho de 2000.
Dom Mucciolo era conhecido comunicador, foi o fundador da Rede Vida de Televisão juntamente com João Monteiro de Barros Filho. Exercia o cargo de Presidente da Rede Vida, desde a sua fundação e mantinha um programa de entrevistas chamado "Frente a Frente com Dom Antônio", além de inúmeras participações especial.
Faleceu na tarde do dia 29 de setembro de 2012, vítima de falência múltipla dos órgãos. O religioso foi internado após problemas cardíacos e uma forte crise renal, que também o atingiu, posteriormente foi levado à UTI do Hospital Sírio-Libanês.